# Szomália uralkodóinak listája
Az alábbi lista Szomália uralkodóit tartalmazza.

## Walasma-ház(1285–1559)

### Ifati Szultánság(1285–1403)
| Uralkodó             | Uralkodott                  | Megjegyzés |
| -------------------- | --------------------------- | ---------- |
| I. Omár              | szultán: 1185 – †1228       |            |
| I. Ali ifati szultán | szultán: 1228 – †13. század |            |
| I. Haqq ad-Din       | szultán: 13. század         |            |
| Huszein              | szultán: 13. század         |            |
| Naszr ad-Din         | szultán: 13. század         |            |
| Manszúr              | szultán: 13. század         |            |
| I. Dzsamal ad-Din    | szultán: 13. század         |            |
| Abud                 | szultán: 13. század         |            |
| Zuber                | szultán: 13. század         |            |
| Lajla                | szultán: 13. század         |            |
| II. Haqq ad-Din      | szultán: 14. század – †1328 |            |
| Szabr ad-Din         | szultán: 1328 – †1332       |            |
| II. Dzsamal ad-Din   | szultán: 1332 – †14. század |            |
| II. Naszr ad-Din     | szultán: 14. század         |            |
| II. Ali              | szultán: 1344 körül         |            |
| Ahmed                | szultán: 14. század         |            |
| III. Haqq ad-Din     | szultán: 14. század – †1374 |            |
| Szaad ad-Din         | szultán: 1374 – †1403       |            |

### Adali Szultánság(1415–1559)
| Uralkodó                                   | Uralkodott            | Megjegyzés |
| ------------------------------------------ | --------------------- | ---------- |
| II. Szabr ad-Din                           | szultán: 1415 – †1422 |            |
| II. Manszúr                                | szultán: 1422 – †1424 |            |
| III. Dzsamal                               | szultán: 1424 – †1433 |            |
| Badlaj                                     | szultán: 1433 – †1445 |            |
| I. Mohamed                                 | szultán: 1445 – †1472 |            |
| Samsz ad-Din                               | szultán: 1472 – †1488 |            |
| II. Mohamed                                | szultán: 1488 – †1518 |            |
| Interregnum trónkövetelőkkel (1518 – 1525) |                       |            |
| Abú Bakr                                   | szultán: 1525 – †1526 |            |
| II. Omár                                   | szultán: 1526 – †1553 |            |
| III. Ali                                   | szultán: 1553 – †1555 |            |
| Barakat                                    | szultán: 1555 – †1559 |            |

## Warszangali Szultánság(1298–1960)
| Uralkodó                        | Uralkodott            | Megjegyzés |
| ------------------------------- | --------------------- | ---------- |
| Gerad Dhidhin                   | szultán: 1298 – †1311 |            |
| Gerad Gale                      | szultán: 1311 – †1328 |            |
| Gerad Ibrahim                   | szultán: 1328 – †1340 |            |
| I. Gerad Omár                   | szultán: 1340 – †1355 |            |
| I. Gerad Mohamed                | szultán: 1355 – †1375 |            |
| I. Gerad Kisze                  | szultán: 1375 – †1392 |            |
| I. Gerad Szikid                 | szultán: 1392 – †1409 |            |
| Gerad Ahmed                     | szultán: 1409 – †1430 |            |
| II. Gerad Szikid                | szultán: 1430 – †1450 |            |
| II. Gerad Mohamed               | szultán: 1450 – †1479 |            |
| II. Gerad Kisze                 | szultán: 1479 – †1487 |            |
| II. Gerad Omár                  | szultán: 1487 – †1491 |            |
| Gerad Ali Dable                 | szultán: 1491 – †1503 |            |
| Gerad Liban                     | szultán: 1503 – †1525 |            |
| Gerad Juszuf                    | szultán: 1525 – †1555 |            |
| III. Gerad Mohamed              | szultán: 1555 – †1585 |            |
| Gerad Abdale                    | szultán: 1585 – †1612 |            |
| I. Gerad Ali                    | szultán: 1612 – †1655 |            |
| IV. Gerad Mohamed               | szultán: 1655 – †1675 |            |
| Gerad Naleje                    | szultán: 1675 – †1705 |            |
| V. Gerad Mohamed                | szultán: 1705 – †1750 |            |
| II. Gerad Ali                   | szultán: 1750 – †1789 |            |
| Gerad Mohamed Ali               | szultán: 1789 – †1830 |            |
| Gerad Aul                       | szultán: 1830 – †1870 |            |
| Gerad Ali Sire                  | szultán: 1870 – †1897 |            |
| Gerad Mohamed Ali Sire          | szultán: 1897 – †1960 |            |
| Gerad Abdul Szallan             | szultán: 1960 – †1997 |            |
| Gerad Szikid Szultán Abdiszalán | szultán: 1997 óta     |            |

## Fordítás
- Ez a szócikk részben vagy egészben  a   Walashma dynasty című angol Wikipédia-szócikk fordításán alapul.  Az eredeti cikk szerkesztőit annak laptörténete sorolja fel. Ez a jelzés csupán a megfogalmazás eredetét és a szerzői jogokat jelzi, nem szolgál a cikkben szereplő információk forrásmegjelöléseként.
- Ez a szócikk részben vagy egészben  a   Warsangali Sultanate című angol Wikipédia-szócikk fordításán alapul.  Az eredeti cikk szerkesztőit annak laptörténete sorolja fel. Ez a jelzés csupán a megfogalmazás eredetét és a szerzői jogokat jelzi, nem szolgál a cikkben szereplő információk forrásmegjelöléseként.

## Lásd még
- Szomália